# Григорівка (Великоандрусівська сільська громада)
Григóрівка — село в Україні, у Великоандрусівській сільській громаді Олександрійського району Кіровоградської області. Населення становить 965 осіб. Колишній центр Григорівської сільської ради.

## Історія
Станом на 1886 рік у селі, центрі Григорівської волості Олександрійського повіту Херсонської губернії, мешкало 413 осіб, налічувалось 79 дворових господарств, існувала православна церква та лавка.
Під час організованого радянською владою Голодомору 1932—1933 років померло щонайменше 244 жителі села.
23 листопада 2014 року у селі невідомі завалили пам'ятник Леніну.

## Населення
Згідно з переписом УРСР 1989 року чисельність наявного населення села становила 984 особи, з яких 412 чоловіків та 572 жінки.
За переписом населення України 2001 року в селі мешкали 962 особи.

### Мова
Розподіл населення за рідною мовою за даними перепису 2001 року:
| Мова       | Відсоток |
| ---------- | -------- |
| українська | 94,20 %  |
| російська  | 3,42 %   |
| вірменська | 1,04 %   |
| молдовська | 0,83 %   |
| інші       | 0,51 %   |